# Bornmuellera dieckii
Bornmuellera dieckii là một loài thực vật có hoa trong họ Cải. Loài này được Degen mô tả khoa học đầu tiên năm 1900.